# I famelici
I famelici (Les affamés) è un film del 2017 diretto da Robin Aubert.

## Trama
In una zona rurale del Québec occidentale, un'epidemia ha trasformato le persone in esseri famelici. Un gruppo di sopravvissuti cerca di mettersi in salvo attraverso i boschi.

## Distribuzione
Il film è stato presentato in anteprima a settembre 2017 al Toronto International Film Festival. Successivamente è stato proiettato in molti altri festival cinematografici internazionali, tra cui Sitges - Festival internazionale del cinema fantastico della Catalogna, Torino Film Festival, Festival del cinema di Stoccolma, Fantasporto, Torino Film Festival 2017.
Negli Stati Uniti d'America è stato distribuito nelle sale il 2 marzo 2018, mentre Italia e in altri paesi è stato distribuito attraverso Netflix.

## Riconoscimenti
- 2017 - Toronto International Film Festival
  - Miglior film canadese
- 2018 - Canadian Screen Awards
  - Miglior trucco a Érik Gosselin, Marie-France Guy
  - Candidatura per il Miglior film
  - Candidatura per il Miglior regista a Robin Aubert
  - Candidatura per la Miglior attrice non protagonista a Brigitte Poupart
  - Candidatura per la Miglior colonna sonora originale a Pierre-Philippe Côté
- 2018 - Fantasporto
  - Miglior film